# Liste des clochers-murs de la Marne
Cet article recense les édifices religieux de la Marne, en France, munis d'un clocher-mur.

## Liste
- Reims, chapelle Notre-Dame-de-la-Paix dite chapelle Foujita